# Evert Horn
Evert Horn (* 11 de junho de 1585 - † 30 de julho de 1615) foi um soldado da Suécia. Ele foi nomeado Governador (Ståthållare) de Narva, em 1613, e Marechal da Área, em 1614. Ele foi morto por uma bala durante os primeiros dias do Cerco de Pskov, feito pela Suécia.